# Cinquième circonscription de l'Essonne
La cinquième circonscription de l’Essonne, aussi appelée circonscription de Saclay — Orsay, est une circonscription électorale législative française, subdivision du département de l’Essonne dans la région Île-de-France. Elle est représentée durant la XVIe législature par le député Paul Midy.

## Géographie

### Situation
| Type d'occupation           | Pourcentage | Superficie (en hectares) |
| --------------------------- | ----------- | ------------------------ |
| Espace urbain construit     | 33,8 %      | 2 559,22                 |
| Espace urbain non construit | 12,4 %      | 938,51                   |
| Espace rural                | 53,8 %      | 4 065,48                 |
| Source : Iaurif             |             |                          |

La cinquième circonscription de l’Essonne est située au nord-ouest du département de l’Essonne. Son altitude varie entre cinquante-et-un mètres à Orsay et cent soixante dix-huit mètres à Bièvres. La commune la plus étendue est Saclay avec 1 365 hectares, la plus petite est Vauhallan avec 334 hectares. En 2006, la commune la plus peuplée était Les Ulis avec 24 962 habitants contre seulement 648 habitants à Saint-Aubin.
La circonscription recouvre les territoires de la moyenne vallée de l'Yvette et du plateau de Saclay, incluant notamment les pôles scientifiques et l’Université Paris XI. La circonscription comprend également la ville nouvelle des Ulis, de sociologie relativement plus populaire, incluant par ailleurs une partie du parc d'activités de Courtabœuf.
Le territoire de cette circonscription inclut notamment la plus grande partie de la communauté d'agglomération du plateau de Saclay (CAPS), une partie importante du pôle de compétitivité Systematic Paris-Region, et est entièrement comprise dans l'opération d'intérêt national Paris Saclay.

### Composition
La cinquième circonscription de l’Essonne est subdivisée en quatre cantons, comptant dix communes :
| Canton                   | Commune              | Code Insee  | Population  | Maire                     | Nuance politique |
| ------------------------ | -------------------- | ----------- | ----------- | ------------------------- | ---------------- |
| Canton de Bièvres        | Bièvres              | 91 3 03 064 | 4 643 hab.  | Anne Pelletier-Le Barbier | DVD              |
| Canton de Bièvres        | Saclay               | 91 3 03 534 | 3 241 hab.  | Michel Senot              | DVD              |
| Canton de Bièvres        | Saint-Aubin          | 91 3 03 538 | 690 hab.    | Pierre-Alexandre Mouret   |                  |
| Canton de Bièvres        | Vauhallan            | 91 3 03 635 | 1 985 hab.  | Bernard Gleize            | DVD              |
| Canton de Bièvres        | Verrières-le-Buisson | 91 3 03 645 | 15 711 hab. | François-Guy Trébulle     | LR               |
| Canton de Bièvres        | Villiers-le-Bâcle    | 91 3 03 679 | 1 204 hab.  | Guillaume Valois          | SE               |
| Canton de Gif-sur-Yvette | Gif-sur-Yvette       | 91 3 30 272 | 20 654 hab. | Yann Cauchetier           | LR               |
| Canton d'Orsay           | Bures-sur-Yvette     | 91 3 21 122 | 9 535 hab.  | Jean-François Vigier      | MoDem            |
| Canton d'Orsay           | Orsay                | 91 3 21 471 | 15 966 hab. | Rémi Darmon               | PS               |
| Canton des Ulis          | Les Ulis             | 91 3 43 692 | 24 792 hab. | Clovis Cassan             | PS               |

### Démographie
| 1968 | 1975 | 1982 | 1990   | 1999    | 2006    | 2010   |
| ---- | ---- | ---- | ------ | ------- | ------- | ------ |
| -    | -    | -    | 98 383 | 101 161 | 100 743 | 98 128 |

### Pyramide des âges
| Hommes | Classe d’âge   | Femmes |
| ------ | -------------- | ------ |
| 11,9   | 65 ans et plus | 14,5   |
| 60,4   | 20 à 64 ans    | 59,4   |
| 27,7   | 0 à 19 ans     | 26,2   |

## Historique
La cinquième circonscription de l’Essonne a été créée par la loi organique no 86-1197 du 24 novembre 1986, elle comporte depuis le canton de Bièvres, le canton de Gif-sur-Yvette, le canton d'Orsay et le canton des Ulis dans leurs définitions de 1985.

## Représentation

### Députés de la cinquième circonscription de l’Essonne
| Période                                  | Période | Identité           | Étiquette             | Qualité                                                                     |
| ---------------------------------------- | ------- | ------------------ | --------------------- | --------------------------------------------------------------------------- |
| 1986                                     | 1988    | Indéterminé        |                       |                                                                             |
| 1988                                     | 1995    | Michel Pelchat,    | UDF                   | Vice-président du conseil général de l'Essonne                              |
| 1995                                     | 1997    | Jean-Marc Salinier | PS                    | Conseiller général                                                          |
| 1997                                     | 2012    | Pierre Lasbordes,  | RPR (1997) UMP (2002) | Vice-président du conseil régional d'Île-de-France puis conseiller régional |
| 2012                                     | 2017    | Maud Olivier       | PS                    | Maire des Ulis, conseiller général du canton des Ulis                       |
| 2017                                     | 2022    | Cédric Villani     | LREM (2017) SE (2020) | Mathématicien, récipiendaire de la médaille Fields                          |
| 2022                                     | 2024    | Paul Midy          | Ensemble              | Directeur général du parti La République en marche                          |
| Les données manquantes sont à compléter. |         |                    |                       |                                                                             |

### Résultats électoraux

#### Élections législatives de 1988
| Candidat       | Candidat                     | Parti          | Premier tour | Premier tour | Second tour | Second tour |  |
| Candidat       | Candidat                     | Parti          | Voix         | %            | Voix        | %           |  |
| -------------- | ---------------------------- | -------------- | ------------ | ------------ | ----------- | ----------- |  |
|                | Michel Pelchat sortant réélu | UDF (PR) (URC) | 16 451       | 43,26        | 21 003      | 51          |  |
|                | Roger Bambuck                | PS             | 14 082       | 37,03        | 20 176      | 49          |  |
|                | Jean Baillif                 | FN             | 2 865        | 7,53         |             |             |  |
|                | Jean-Louis Fuchs             | PCF            | 2 741        | 7,21         |             |             |  |
|                | José Garcia                  | Extrême gauche | 1 699        | 4,47         |             |             |  |
|                | Pierre Moureaux Nery         | POE            | 193          | 0,51         |             |             |  |
|                |                              |                |              |              |             |             |  |
| Inscrits       | Inscrits                     | Inscrits       | 57 080       | 100,00       | 57 065      | 100,00      |  |
| Abstentions    | Abstentions                  | Abstentions    | 18 503       | 32,42        | 15 055      | 26,38       |  |
| Votants        | Votants                      | Votants        | 38 577       | 67,58        | 42 010      | 73,62       |  |
| Blancs et nuls | Blancs et nuls               | Blancs et nuls | 546          | 1,42         | 831         | 1,98        |  |
| Exprimés       | Exprimés                     | Exprimés       | 38 031       | 98,58        | 41 179      | 98,02       |  |

Le suppléant de Michel Pelchat était Bernard Mantienne, maire de Verrières-le-Buisson.

#### Élections législatives de 1993
| Candidat       | Candidat                     | Parti          | Premier tour | Premier tour | Second tour | Second tour |  |
| Candidat       | Candidat                     | Parti          | Voix         | %            | Voix        | %           |  |
| -------------- | ---------------------------- | -------------- | ------------ | ------------ | ----------- | ----------- |  |
|                | Michel Pelchat sortant réélu | UDF (PR)       | 16 458       | 39,55        | 22 556      | 56,16       |  |
|                | Paul Loridant                | PS (ADFP)      | 8 462        | 20,33        | 17 611      | 43,84       |  |
|                | Jean-Claude Le Scornet       | GÉ (EÉ)        | 5 039        | 12,11        |             |             |  |
|                | Anna Carmagnol               | FN             | 3 595        | 8,64         |             |             |  |
|                | Daniel Gouttefarde           | PCF            | 2 138        | 5,14         |             |             |  |
|                | Jean-Luc Rougé               | Divers         | 1 915        | 4,6          |             |             |  |
|                | Jean-Claude Mouret           | Divers droite  | 1 362        | 3,27         |             |             |  |
|                | René Mogue                   | RDRP           | 806          | 1,94         |             |             |  |
|                | Nicole Poupinot              | LO             | 639          | 1,54         |             |             |  |
|                | Franck Loizemant             | SÉGA           | 603          | 1,45         |             |             |  |
|                | Michèle Gaspalou             | UÉD            | 601          | 1,44         |             |             |  |
|                | Martine Canfin               | LT-LNÉ         | 0            | 0            |             |             |  |
|                |                              |                |              |              |             |             |  |
| Inscrits       | Inscrits                     | Inscrits       | 60 108       | 100,00       | 60 106      | 100,00      |  |
| Abstentions    | Abstentions                  | Abstentions    | 16 998       | 28,28        | 17 325      | 28,82       |  |
| Votants        | Votants                      | Votants        | 43 110       | 71,72        | 42 781      | 71,18       |  |
| Blancs et nuls | Blancs et nuls               | Blancs et nuls | 1 492        | 3,46         | 2 614       | 6,11        |  |
| Exprimés       | Exprimés                     | Exprimés       | 41 618       | 96,54        | 40 167      | 93,89       |  |

Michel Pelchat est élu sénateur le 24 septembre 1995. Son suppléant était Bernard Mantienne.

#### Élection législative partielle de 1995
| Candidat       | Candidat                 | Parti          | Premier tour | Premier tour | Second tour | Second tour |  |
| Candidat       | Candidat                 | Parti          | Voix         | %            | Voix        | %           |  |
| -------------- | ------------------------ | -------------- | ------------ | ------------ | ----------- | ----------- |  |
|                | Marie-Hélène Aubry       | UDF (PR)       | 8 136        | 35,71        | 11 436      | 46,05       |  |
|                | Jean-Marc Salinier élu   | PS             | 7 374        | 32,36        | 13 398      | 53,95       |  |
|                | Olivier Kuberski         | FN             | 2 578        | 11,31        |             |             |  |
|                | Daniel Gouttefarde       | PCF            | 1 696        | 7,44         |             |             |  |
|                | Jean Darvenne            | MDC            | 1 395        | 6,12         |             |             |  |
|                | Claude-Thomas Collombier | AREV           | 1 103        | 4,84         |             |             |  |
|                | Nicole Poupinot          | LO             | 502          | 2,2          |             |             |  |
|                |                          |                |              |              |             |             |  |
| Inscrits       | Inscrits                 | Inscrits       | 61 809       | 100,00       | 61 804      | 100,00      |  |
| Abstentions    | Abstentions              | Abstentions    | 38 429       | 62,17        | 36 037      | 58,31       |  |
| Votants        | Votants                  | Votants        | 23 380       | 37,83        | 25 767      | 41,69       |  |
| Blancs et nuls | Blancs et nuls           | Blancs et nuls | 596          | 2,55         | 933         | 3,62        |  |
| Exprimés       | Exprimés                 | Exprimés       | 22 784       | 97,45        | 24 834      | 96,38       |  |

#### Élections législatives de 1997
| Candidat       | Candidat                       | Parti                | Premier tour | Premier tour | Second tour | Second tour |  |
| Candidat       | Candidat                       | Parti                | Voix         | %            | Voix        | %           |  |
| -------------- | ------------------------------ | -------------------- | ------------ | ------------ | ----------- | ----------- |  |
|                | Pierre Lasbordes élu           | RPR                  | 13 534       | 33,36        | 21 605      | 50,14       |  |
|                | Jean-Marc Salinier sortant     | PS                   | 12 357       | 30,46        | 21 487      | 49,86       |  |
|                | Jean Lyssandre                 | FN                   | 3 834        | 9,45         |             |             |  |
|                | Dominique Crozat               | PCF                  | 2 702        | 6,66         |             |             |  |
|                | Anne d'Espinose de Lacaillerie | GÉ                   | 1 673        | 4,12         |             |             |  |
|                | Claude-Thomas Collombier       | Divers écologiste    | 1 663        | 4,1          |             |             |  |
|                | Vincent Pedoia                 | LDI (MPF)            | 1 375        | 3,39         |             |             |  |
|                | Nicole Poupinot                | LO                   | 1 136        | 2,8          |             |             |  |
|                | François Silva                 | Divers gauche (US4J) | 825          | 2,03         |             |             |  |
|                | Pierre Lemans                  | MÉI                  | 720          | 1,77         |             |             |  |
|                | David Bodet                    | LCR                  | 407          | 1            |             |             |  |
|                | Georges Bachellerie            | PT                   | 285          | 0,7          |             |             |  |
|                | Philippe Couturier             | PLN                  | 59           | 0,15         |             |             |  |
|                | Patrice Dumesnil               | Divers               | 0            | 0            |             |             |  |
|                |                                |                      |              |              |             |             |  |
| Inscrits       | Inscrits                       | Inscrits             | 61 581       | 100,00       | 61 591      | 100,00      |  |
| Abstentions    | Abstentions                    | Abstentions          | 19 520       | 31,7         | 16 583      | 26,92       |  |
| Votants        | Votants                        | Votants              | 42 061       | 68,3         | 45 008      | 73,08       |  |
| Blancs et nuls | Blancs et nuls                 | Blancs et nuls       | 1 491        | 3,54         | 1 916       | 4,26        |  |
| Exprimés       | Exprimés                       | Exprimés             | 40 570       | 96,46        | 43 092      | 95,74       |  |

La suppléante de Pierre Lasbordes était Geneviève Mesqui, SE, présidente d'une association culturelle à Verrières-le-Buisson.

#### Élections législatives de 2002
| Candidat       | Candidat                       | Parti            | Premier tour | Premier tour | Second tour | Second tour |  |
| Candidat       | Candidat                       | Parti            | Voix         | %            | Voix        | %           |  |
| -------------- | ------------------------------ | ---------------- | ------------ | ------------ | ----------- | ----------- |  |
|                | Pierre Lasbordes sortant réélu | UMP (UDF)        | 19 693       | 45,81        | 21 510      | 53,76       |  |
|                | Stéphane Pocrain               | Les Verts (PS)   | 13 310       | 30,96        | 18 500      | 46,24       |  |
|                | Éric Halphen                   | Pôle républicain | 4 529        | 10,54        |             |             |  |
|                | Sandra Le Bot                  | FN               | 2 322        | 5,40         |             |             |  |
|                | Didier Cazes                   | Cap21            | 721          | 1,68         |             |             |  |
|                | Gaëlle Faure                   | LCR              | 626          | 1,46         |             |             |  |
|                | Roland Pierret                 | MÉI              | 344          | 0,80         |             |             |  |
|                | Odile Viel                     | MPF              | 328          | 0,76         |             |             |  |
|                | Didier Paxion                  | LO               | 269          | 0,63         |             |             |  |
|                | Jean Lyssandre                 | MNR              | 247          | 0,57         |             |             |  |
|                | Consolation Ruiz               | GÉ               | 246          | 0,57         |             |             |  |
|                | Jean-Luc Mathieu               | Divers (ND)      | 205          | 0,48         |             |             |  |
|                | Claude Launay                  | Extrême gauche   | 145          | 0,34         |             |             |  |
|                |                                |                  |              |              |             |             |  |
| Inscrits       | Inscrits                       | Inscrits         | 61 188       | 100,00       | 61 189      | 100,00      |  |
| Abstentions    | Abstentions                    | Abstentions      | 17 669       | 28,88        | 20 169      | 32,96       |  |
| Votants        | Votants                        | Votants          | 43 519       | 71,12        | 41 020      | 67,04       |  |
| Blancs et nuls | Blancs et nuls                 | Blancs et nuls   | 534          | 1,23         | 1 010       | 2,46        |  |
| Exprimés       | Exprimés                       | Exprimés         | 42 985       | 98,77        | 40 010      | 97,54       |  |

La suppléante de Pierre Lasbordes était Geneviève Mesqui.

#### Élections législatives de 2007
| Candidat       | Candidat                       | Parti          | Premier tour | Premier tour | Second tour | Second tour |  |
| Candidat       | Candidat                       | Parti          | Voix         | %            | Voix        | %           |  |
| -------------- | ------------------------------ | -------------- | ------------ | ------------ | ----------- | ----------- |  |
|                | Pierre Lasbordes sortant réélu | UMP            | 18 045       | 41,78        | 20 216      | 50,25       |  |
|                | Maud Olivier                   | PS             | 10 928       | 25,3         | 20 016      | 49,75       |  |
|                | Dimitri Tchoreloff             | UDF–MoDem      | 5 707        | 13,21        |             |             |  |
|                | Paul Loridant                  | MRC            | 2 751        | 6,37         |             |             |  |
|                | Jean-Vincent Placé             | Les Verts      | 1 715        | 3,97         |             |             |  |
|                | Joëlle Périnet                 | PCF            | 977          | 2,26         |             |             |  |
|                | Pierre Lemaire                 | FN             | 923          | 2,14         |             |             |  |
|                | Béatrice Whitaker              | LCR            | 808          | 1,87         |             |             |  |
|                | Raphaël Garcin                 | LT-LNÉ         | 418          | 0,97         |             |             |  |
|                | Hassan Malek                   | Divers         | 386          | 0,89         |             |             |  |
|                | Thierry Debien                 | GÉ             | 180          | 0,42         |             |             |  |
|                | Didier Paxion                  | LO             | 169          | 0,39         |             |             |  |
|                | Olivier Catrice                | PT             | 96           | 0,22         |             |             |  |
|                | Patrick Dhersin                | Divers         | 85           | 0,2          |             |             |  |
|                |                                |                |              |              |             |             |  |
| Inscrits       | Inscrits                       | Inscrits       | 65 753       | 100,00       | 65 743      | 100,00      |  |
| Abstentions    | Abstentions                    | Abstentions    | 22 174       | 33,72        | 24 540      | 37,33       |  |
| Votants        | Votants                        | Votants        | 43 579       | 66,28        | 41 203      | 62,67       |  |
| Blancs et nuls | Blancs et nuls                 | Blancs et nuls | 391          | 0,9          | 971         | 2,36        |  |
| Exprimés       | Exprimés                       | Exprimés       | 43 188       | 99,1         | 40 232      | 97,64       |  |

#### Élections législatives de 2012
| Candidat       | Candidat                     | Parti          | Premier tour | Premier tour | Second tour | Second tour |  |
| Candidat       | Candidat                     | Parti          | Voix         | %            | Voix        | %           |  |
| -------------- | ---------------------------- | -------------- | ------------ | ------------ | ----------- | ----------- |  |
|                | Maud Olivier élue            | PS             | 15 637       | 37,32        | 22 472      | 54,81       |  |
|                | Hervé Hocquard               | UMP            | 13 151       | 31,38        | 18 528      | 45,19       |  |
|                | Dimitri Tchoreloff           | FN             | 2 732        | 6,52         |             |             |  |
|                | Gilles Laschon               | FG (PCF)       | 2 552        | 6,09         |             |             |  |
|                | Marie-Pierre Digard          | EÉLV           | 2 065        | 4,93         |             |             |  |
|                | Paul Loridant                | MRC            | 1 868        | 4,46         |             |             |  |
|                | Jean-Paul Mordefroid         | MoDem          | 1 804        | 4,31         |             |             |  |
|                | Patrick Mignon               | DLR            | 447          | 1,07         |             |             |  |
|                | Choukri El Barnoussi         | Divers gauche  | 352          | 0,84         |             |             |  |
|                | François Dhondt              | PCD            | 327          | 0,78         |             |             |  |
|                | Serge Samain                 | AÉI            | 290          | 0,69         |             |             |  |
|                | Christophe Durand            | CNIP           | 216          | 0,52         |             |             |  |
|                | Emmanuel Herold-Charbonneaux | Divers droite  | 135          | 0,32         |             |             |  |
|                | Angélique Grosmaire          | NPA            | 124          | 0,3          |             |             |  |
|                | Didier Paxion                | LO             | 109          | 0,26         |             |             |  |
|                | Grégory Chaboussant          | POI            | 80           | 0,19         |             |             |  |
|                | Didier Honta                 | Divers         | 14           | 0,03         |             |             |  |
|                |                              |                |              |              |             |             |  |
| Inscrits       | Inscrits                     | Inscrits       | 66 683       | 100,00       | 66 684      | 100,00      |  |
| Abstentions    | Abstentions                  | Abstentions    | 24 375       | 36,55        | 24 710      | 37,06       |  |
| Votants        | Votants                      | Votants        | 42 308       | 63,45        | 41 974      | 62,94       |  |
| Blancs et nuls | Blancs et nuls               | Blancs et nuls | 405          | 0,96         | 974         | 2,32        |  |
| Exprimés       | Exprimés                     | Exprimés       | 41 903       | 99,04        | 41 000      | 97,68       |  |

#### Élections législatives de 2017
|                                                                            |                                                                      |                           |                           |                          |                          |
|                                                                            |                                                                      | Premier tour 11 juin 2017 | Premier tour 11 juin 2017 | Second tour 18 juin 2017 | Second tour 18 juin 2017 |
|                                                                            |                                                                      |                           |                           |                          |                          |
|                                                                            |                                                                      | Nombre                    | % des inscrits            | Nombre                   | % des inscrits           |
| Inscrits                                                                   | Inscrits                                                             | 68 393                    | 100,00                    | 68 395                   | 100,00                   |
| Abstentions                                                                | Abstentions                                                          | 28 115                    | 41,11                     | 34 386                   | 50,28                    |
| Votants                                                                    | Votants                                                              | 40 278                    | 58,89                     | 34 009                   | 49,72                    |
|                                                                            |                                                                      |                           | % des votants             |                          | % des votants            |
| Bulletins blancs                                                           | Bulletins blancs                                                     | 360                       | 0,89                      | 2 400                    | 7,06                     |
| Bulletins nuls                                                             | Bulletins nuls                                                       | 134                       | 0,33                      | 704                      | 2,07                     |
| Suffrages exprimés                                                         | Suffrages exprimés                                                   | 39 784                    | 98,77                     | 30 905                   | 90,87                    |
|                                                                            |                                                                      |                           |                           |                          |                          |
| Candidat Étiquette politique (partis et alliances)                         | Candidat Étiquette politique (partis et alliances)                   | Voix                      | % des exprimés            | Voix                     | % des exprimés           |
|                                                                            |                                                                      |                           |                           |                          |                          |
|                                                                            | Cédric Villani La République en marche                               | 18 883                    | 47,46                     | 21 436                   | 69,36                    |
|                                                                            | Laure Darcos Les Républicains (Union des démocrates et indépendants) | 6 691                     | 16,82                     | 9 469                    | 30,64                    |
|                                                                            | Maud Olivier (députée sortante) Parti socialiste                     | 4 162                     | 10,46                     |                          |                          |
|                                                                            | Sylvère Cala La France insoumise                                     | 3 786                     | 9,52                      |                          |                          |
|                                                                            | Milvia Mangano Front national                                        | 1 861                     | 4,68                      |                          |                          |
|                                                                            | Didier Missenard Europe Écologie Les Verts                           | 1 515                     | 3,81                      |                          |                          |
|                                                                            | Aurélie Martin Debout la France                                      | 799                       | 2,01                      |                          |                          |
|                                                                            | Annick Le Poul Parti communiste français                             | 753                       | 1,89                      |                          |                          |
|                                                                            | Éric Courtin Alliance écologiste indépendante                        | 409                       | 1,03                      |                          |                          |
|                                                                            | Luc Foubert Union populaire républicaine                             | 282                       | 0,71                      |                          |                          |
|                                                                            | Patrick Simon Divers                                                 | 255                       | 0,64                      |                          |                          |
|                                                                            | Evan Jorssen Parti pirate                                            | 177                       | 0,44                      |                          |                          |
|                                                                            | Didier Paxion Lutte ouvrière                                         | 143                       | 0,36                      |                          |                          |
|                                                                            | Ousmane Sarr Divers droite (La France qui ose)                       | 67                        | 0,17                      |                          |                          |
|                                                                            | Philippine Rambaud Divers droite                                     | 1                         | 0,00                      |                          |                          |
| Source : Ministère de l'Intérieur - Cinquième circonscription de l'Essonne |                                                                      |                           |                           |                          |                          |

#### Élections législatives de 2022
Les élections législatives françaises de 2022 ont lieu les dimanches 12 et 19 juin 2022.
|                                                    |                                                                                    |                           |                           |                          |                          |
|                                                    |                                                                                    | Premier tour 12 juin 2022 | Premier tour 12 juin 2022 | Second tour 19 juin 2022 | Second tour 19 juin 2022 |
|                                                    |                                                                                    |                           |                           |                          |                          |
|                                                    |                                                                                    | Nombre                    | % des inscrits            | Nombre                   | % des inscrits           |
| Inscrits                                           | Inscrits                                                                           | 68 453                    | 100                       | 68 453                   | 100                      |
| Abstentions                                        | Abstentions                                                                        | 29 043                    | 42,43                     | 29 516                   | 43,11                    |
| Votants                                            | Votants                                                                            | 39 410                    | 57,57                     | 38 953                   | 56,89                    |
|                                                    |                                                                                    |                           | % des votants             |                          | % des votants            |
| Bulletins blancs                                   | Bulletins blancs                                                                   | 472                       | 1,20                      | 1 146                    | 2,94                     |
| Bulletins nuls                                     | Bulletins nuls                                                                     | 121                       | 0,31                      | 452                      | 1,16                     |
| Suffrages exprimés                                 | Suffrages exprimés                                                                 | 38 817                    | 98,50                     | 37 355                   | 95,90                    |
|                                                    |                                                                                    |                           |                           |                          |                          |
| Candidat Étiquette politique (partis et alliances) | Candidat Étiquette politique (partis et alliances)                                 | Voix                      | % des exprimés            | Voix                     | % des exprimés           |
|                                                    |                                                                                    |                           |                           |                          |                          |
|                                                    | Cédric Villani* Nouvelle Union populaire écologique et sociale Génération écologie | 14 830                    | 38,20                     | 18 668                   | 49,97                    |
|                                                    | Paul Midy Ensemble                                                                 | 11 849                    | 30,53                     | 18 687                   | 50,03                    |
|                                                    | Michel Bournat Les Républicains                                                    | 6 222                     | 16,03                     |                          |                          |
|                                                    | Christophe Debon Rassemblement national                                            | 2 774                     | 7,15                      |                          |                          |
|                                                    | Denise Barbarat Reconquête                                                         | 1 497                     | 3,86                      |                          |                          |
|                                                    | Marc Ronfard-Haret Les Patriotes                                                   | 536                       | 1,38                      |                          |                          |
|                                                    | Didier Paxion Lutte ouvrière                                                       | 523                       | 1,35                      |                          |                          |
|                                                    | Anne-Christine Poisson Le Mouvement de la ruralité                                 | 317                       | 0,82                      |                          |                          |
|                                                    | Benoît Odille Solidarité et progrès                                                | 269                       | 0,69                      |                          |                          |
| * Député sortant                                   |                                                                                    |                           |                           |                          |                          |

Le Conseil constitutionnel a rejeté en décembre 2022 le recours formé par  Olivier Vagneux, qui contestait la défaite de Cédric Villani, battu de 19 voix et qui alléguait diverses irrégularités. L'élection de Paul Midy est ainsi confirmée,.

#### Élections législatives de 2024
| Candidat                 | Candidat                 | Parti et coalition               | Nuance                   | Premier tour | Premier tour | Second tour | Second tour |
| Candidat                 | Candidat                 | Parti et coalition               | Nuance                   | Voix         | %            | Voix        | %           |
| ------------------------ | ------------------------ | -------------------------------- | ------------------------ | ------------ | ------------ | ----------- | ----------- |
|                          | Pierre Larrouturou       | ND (NFP)                         | UG                       | 19 107       | 37,93        | 21 683      | 48,26       |
|                          | Paul Midy                | RE (ENS)                         | ENS                      | 16 362       | 32,48        | 23 248      | 51,74       |
|                          | Laetitia Horvelin        | RN                               | RN                       | 7 692        | 15,27        |             |             |
|                          | François Guy Trébulle    | Droite Républicaine Indépendante | DVD                      | 4 998        | 9,92         |             |             |
|                          | Marianne Billoir         | Équinoxe                         | ECO                      | 898          | 1,78         |             |             |
|                          | Wendy Lonchampt          | REC                              | REC                      | 627          | 1,24         |             |             |
|                          | Benoît Odille            | Solidarité & Progrès             | DVG                      | 380          | 0,75         |             |             |
|                          | Didier Paxion            | LO                               | EXG                      | 317          | 0,63         |             |             |
|                          |                          |                                  |                          |              |              |             |             |
| Votes valides            | Votes valides            | Votes valides                    | Votes valides            | 50 381       | 98,58        | 44 931      | 93,31       |
| Votes blancs             | Votes blancs             | Votes blancs                     | Votes blancs             | 501          | 0,98         | 2 407       | 5           |
| Votes nuls               | Votes nuls               | Votes nuls                       | Votes nuls               | 227          | 0,44         | 814         | 1,69        |
| Total                    | Total                    | Total                            | Total                    | 51 109       | 100          | 48 152      | 100         |
| Abstention               | Abstention               | Abstention                       | Abstention               | 17 595       | 25,61        | 20 566      | 29,93       |
| Inscrits / participation | Inscrits / participation | Inscrits / participation         | Inscrits / participation | 68 704       | 74,39        | 68 718      | 70,07       |